# Găvănești (okręg Gorj)
Găvănești – wieś w Rumunii, w okręgu Gorj, w gminie Bălești. W 2011 roku liczyła 219 mieszkańców.